# Мађарска на Светском првенству у атлетици у дворани 2022.
Мађарска је на 18. Светском првенству у атлетици у дворани 2022. одржаном у Београду од 18. до 20. марта учествовала осамнаести пут, односно учествовала је на свим првенствима до данас. Репрезентацију Мађарске представљала су 5 такмичара (3 мушкарца и 2 жене) који су се такмичили у 5 дисциплина (3 мушке и 2 женске).,
На овом првенству такмичари Мађарске нису освојили ниједну медаљу нити су остварили неки резултат.

## Учесници
| Мушкарци: - Доминик Иловски — 60 м - Балаж Виндич — 800 м - Балинт Селеш — 60 м препоне | Жене: - Луца Козак — 60 м препоне - Anasztázia Nguyen — Скок удаљ |  |

## Резултати

### Мушкарци
| Атлетичар       | Дисциплина   | Лични рекорд | Квалификација | Квалификација | Полуфинале           | Полуфинале           | Финале               | Финале       | Детаљи |
| Атлетичар       | Дисциплина   | Лични рекорд | Резултат      | Место         | Резултат             | Место                | Резултат             | Место        | Детаљи |
| --------------- | ------------ | ------------ | ------------- | ------------- | -------------------- | -------------------- | -------------------- | ------------ | ------ |
| Доминик Иловски | 60 м         | 6,63         | 6,67          | 6. у гр. 3    | Није се квалификовао | Није се квалификовао | Није се квалификовао | 27 / 43 (50) |        |
| Балаж Виндич    | 800 м        | 1:46,18      | 1:49,52       | 4. у гр. 2    |                      |                      | Није се квалификовао | 17 / 23 (24) |        |
| Балинт Селеш    | 60 м препоне | 7,69         | 7,81          | 5. у гр. 3    | Није се квалификовао | Није се квалификовао | Није се квалификовао | 35 / 44 (46) |        |

### Жене
| Атлетичарка       | Дисциплина   | Лични рекорд | Квалификација   | Квалификација   | Полуфинале            | Полуфинале            | Финале                | Финале                | Детаљи |
| Атлетичарка       | Дисциплина   | Лични рекорд | Резултат        | Место           | Резултат              | Место                 | Резултат              | Место                 | Детаљи |
| ----------------- | ------------ | ------------ | --------------- | --------------- | --------------------- | --------------------- | --------------------- | --------------------- | ------ |
| Луца Козак        | 60 м препоне | 8,07         | Није стартовала | Није стартовала | Није се квалификовала | Није се квалификовала | Није се квалификовала | Није се квалификовала |        |
| Anasztázia Nguyen | Скок удаљ    | 6,77 о       |                 |                 |                       |                       | 6,39                  | 13 / 14 (15)          |        |